# تكيوت
تكيوت هي إحدى القرى التابعة لجماعة ماسة بإقليم شتوكة آيت باها بجهة سوس ماسة بالمغرب. لغة سكانها تاشلحيت وكلهم مسلمون.

## التسمية
سميت القرية بهذا الاسم لأن المكان تغطيه أشجار نبتة الزقوم («تكيوت» بلهجة تاشلحيت) قبل إعماره وإسكانه، ولما انتقل السكان من القرية المجاورة أيت الياس و«الجديد» إلى الموضع المسمى «تكيوت» قاموا بنزع هذه الشجرة للبناء والتعمير وتوسيع آفاقه، وكثيرا ما يسمى المكان باسم وضعه الجغرافي، أو يحمل اسم ما ينبته من أشجار وأعشاب.

## الموقع
- الإحداثيات والصورة الجوية...

تقع قرية تكيوت بين قريتي إداولون جنوبا وأيت الياس شمالا فوق الجرف العالي غرب الوادي، فهي على مرتفع مشرف على بسيطة شرقا، ويحدها شرقا الوادي والبساتين والبحائر التابعة له، و«الحامول» غربا، وشعبة «أكني» وإداولون جنوبا، و«تلات أغزيفن» و«أعفير» شمالا.

### هندسة بناء القرية
انها هندسة معمارية لا تخرج عن أخواتها في القرى الأخرى تقريبا، بحيث يختار أصحابها موقعا محصنا منيعا لا يتأثر كثيرا بكوارث الطبيعة، ولا ينال. منه العدو بسهولة. ما أن تكون القرية على شكل قصبة محاطة بسور، وإما أن تكون على شكل أزقة صغيرة تلتحم فيها المنازل، وتفتح بها أبواب على الخارج. فقرية تكيوت يمتد بناؤها من الطرف الشرقي قرب المسجد إلى أعفير (الخندق) غربا مشرفا ومحاذيا للشعبة الشمالية. وبعد التزايد السكاني والتطور العمراني خرج السكان إلى المنطقة الواقعة غربا طلبا للتوسع والفسحة، وخاصة الطبقة الغنية حيث ظهرت بنايات جديدة في المنطقة المسماة الحامول والبيادر الغربية للقرية هروبا من الضيق، وطموحا في بناء يكون في مستوى الظروف المناسبة. وتتشعب دروب القرية ومنها: إكي أوعفير وإكي الجرف، وإكي نتغگمیت، وتسوكت، ودرب إيزدار، ودرب أوفلا، ودرب أوشن، ودرب أوغروض، وإيمي أوگادیر، ودرب إيبودرارن. ويبلغ تعداد السكان ما يقرب من مائتين (نهاية التسعينات).

## التاريخ
يحكي أهل القرية أنهم من أصول إد عبد الرحمن ويقال أنه من أبناء علي بن موسى التكيوتي المتوفى في رمضان 1152هـ وأنهم سكان تكيوت الأصليين قبل مجيئ «إبودرارن» (الجبليين أي سكان الجبال) وأن أجدادهم الأولون استوطنوا تكيوت قبل 1300م على الأقل.
يبدو أن تاريخ القرية قديم جدا، وهذا ما تحيل عليه الوثائق والعقود التي بحوزة بعض سكانها، بحيث يتجاوز تاريخ كتابة بعضها سبعة قرون أي من القرن 7 هـ الذي يوافق القرن 13م فبالقرية عقد نكاح كتب على جلد غزال ينسب إلى القاضي الخياط التكيوتي ويرجع تاريخه إلى القرن 7 هـ، إضافة إلى كون رجالاتها ممن كان لهم فضل علم وصلاح يعيشون بها قبل وأثناء القرن العاشر الهجري، ونذكر منهم: الحاج مومن التكيوتي المعروف بسيدي بولفضايل الذي أشار إليه المختار السوسي في سلسلة نسب علي بن موسى التكيوتي، ومحمد التكيوتي المتوفى سنة 1006هـ. مما يؤكد أقدمية القرية كغيرها من القرى المؤسسة على الضفة الغربية لوادي ماسة.

### الأسر القديمة في القرية
تضم القرية أسرتين مشهورتين وهما: أسرة إيد عبد الرحمن، وأسرة إبودرارن فالأولى تنتسب إلى أحد أبناء سيدي علي بن موسى – كما يقال – ويعيش في القرن الثاني عشر الهجري، علما بأن علي بن موسى توفي سنة 1152هـ، وله اثنا عشر ذكرا من بينهم عبد الرحمن، واثنتا عشرة أنثى. والثانية تنتسب إلى أصل الوافدين على القرية من جبال الأطلس الصغير ويسمون إبودرارن.

### أهل العلم والصلاح في القرية
لقد شهدت تكيوت آفاقا علمية وصلاحية عبر التاريخ، ويدل على ذلك ظهور الولي الصالح فيها وهو سيدي الحاج مومن المعروف بسيدي بولفضايل، والقاضي الخياط، وسيدي محمد التكيوتي، والقاضي علي بن موسى، وسيدي مسعود بن علي الهشتوكي، وأحمد بن الحاج العربي بن محمد بن داود، وعمر بن أحمد بن محمد بن عمر، ومحمد بن محمد، ومحمد بن أحمد، وعبد السلام بن محمد، وغيرهم ممن كانوا يكتبون العقود، ويقضون بين الناس، إضافة إلى حفظة القرآن الكريم.

### المساجد والمقابر
اعتاد سكان القرى المشرفة على الوادي أن يبنوا مساجدهم مطلة على بسيط الوادي، حيث تتم المراقبة والرؤية، وحيث تقع المساجد شرق القرى تفاؤلا بالقبلة المشرفة، وهذا ما تبين في قرية تكيوت وغيرها، حيث يوجد المسجد بجميع مرافقه الكبرى على الجرف العالي المشرف على السهل الغربي للوادي، وفيه بئر، ولا يوجد غيره في القرية قبل مطلع الثمانينات من القرن العشرين، ويهتم هذا المسجد بتحفيظ القرآن الكريم، والعلوم العربية في بعض الفترات عبر التاريخ، إضافة إلى إقامة الصلوات والأذكار. وفي القرية مقبرة كبيرة تقع على السفح الموالي للقرية للشعبة الشمالية الفاصلة بين القرية وأيت الياس، فهي مقبرة قديمة في وسطها ضريح الولي الصالح سيدي مسعود بن علي المتوفى سنة 1037هـ، وعليه بناء من غير قبة.

## الموارد الاقتصادية
يظهر أن سكان القرية كغيرهم من الماسيين يشتغلون بالفلاحة المسقية والبورية وتربية المواشي، إضافة إلى بعض الحرف التقليدية المندثرة كصناعة الحصائر، ومنهم عمال خارج الوطن للحصول على العملة الصعبة، وإرسالها إلى البلد قصد الرفع من مستوى المعيشة. كما توظف عدد مهم منهم في مناصب عمومية وخاصة.

## طالع كذلك
- ماسة (المغرب).

## وصلات خارجية
- جمعية تكيوت للتنمية الاجتماعية...